# Netikett
A netikett szó az angol "netiquette" (network etiquette) magyarosított formája, és a hálózati kommunikáció általános illemszabályait (etikett) foglalja össze. Konkrét útmutatásai a következő területekre terjednek ki: e-mail, Usenet, levelezési listák, internetes vitafórumok, IRC stb.
Példák a Netikett irányelveire:
- Ne írj csupa nagybetűvel, mert az kiabálásnak számít, használj kis- és nagybetűket is!
- Ne halmozd az írásjeleket, mert az szintén agressziót, ordibálást jelent!
- Ne floodolj/spamelj! Ne írj cseten szavanként, betűnként, s ne küldd el többször ugyanazt!
- Légy tömör anélkül, hogy túlságosan lényegre törő lennél!
- Amikor egy levélre válaszolsz, csak annyit idézz az eredeti anyagból, hogy érthető legyen a válaszod és ne többet!
- Ne keveredj flame war-ba (lángháborúba)! Ne írj heves leveleket és ne válaszolj ilyenekre!
- Ne sértsd meg más vallásához és hazájához fűződő érzelmeit!
- Ne káromkodj, ne írj trágárul!
- Ne írj a chatre vagy a fórumba oda nem illő dolgokat!
- Ha ezeket nem tartod be akkor a fórumból kitilthatnak.
- Használj szóközt, ékezetet is! (Felsorolásban a vessző nem helyettesíti a szóközt!)

## Általános útmutató
Figyelembe kell venni, hogy minden szolgáltatás valakié. Így megeshet, hogy egyes szolgáltatások nem ingyenesek. Érdemes ennek utánanézni.

A talált információkról nem szabad feltételezni, hogy naprakészek. Az új technológiák lehetővé teszik, hogy mindenki publikáljon, de ez még nem jelenti azt, hogy azok hitelesek is. 

A közzétett információnkat akárki megszerezheti vagy megváltoztathatja, hacsak nem titkosított csatornán keresztül történik.

Ha problémánk támad egy oldallal és oda fordulunk segítségért, akkor minél több információt adjunk meg a probléma körülményeiről.

Ha lehetőségünk van rá, akkor kíméljük a site-okat és segítsük elosztani a terhelést. Tehát csúcsidőn kívül lépjünk be. Ez nekünk is jobb, hiszen nem tart majd olyan sokáig az egyes oldalak betöltése. Az online kapcsolattartás során ajánlott világos, egyértelmű kifejezéseket használni, de vigyázni kell a humoros megjegyzésekkel. Hiszen nem vagyunk egyformák, és nem várhatjuk el, hogy mindenki azt tartsa kacagtatónak, amit mi.

Csak olyan hozzászólásokat küldjünk el, amit szemtől szemben is kimondanánk.

## Egy-egy kommunikáció
Egy ember kommunikál egy másikkal, mintha szemtől szembe állnának; mint egy dialógusnál. Itt általában az emberekkel való társalgás normál illemszabályai az érvényesek. Viszont figyelembe kell venni, hogy az interneten hiányzik többek között a metakommunikáció és a hangszín.

## Elektronikus levél
Az interneten történő levelezés csak akkor biztonságos, ha valamilyen rejtjelező eszközt használunk (legyen ez szoftver vagy hardver).
A levelek továbbküldésének (forward) legfőbb szabálya, hogy ne változtassuk meg annak szóhasználatát. Ha ez a levél személyes üzenet volt, de egy csoportnak szeretnénk továbbítani, akkor mindenképp ki kell kérni a szerző engedélyét.
A „lánc” levelek elektronikus továbbítása tilos az interneten. Ennek megszegése hálózati jogok csorbításával járhat.
Az elektronikus levelezés alapszabálya, hogy konzervatívnak kell lenni a küldésben, de liberálisnak a fogadásban. Nem szabad indulatos leveleket („flame”) küldeni, még akkor sem, ha provokáció hatására történne. A flame levelekre nem ajánlott válaszolni.
A levelek végére érdemes odaírni a nevet és az elérhetőséget, mert sok levelezőprogram levágja a fejléc-információkat, amelyek tartalmazzák többek között a válaszcímet is. Ez a sig/signature (aláírás) ne legyen hosszabb 4 sornál.
Ismeretlen emberektől személyes e-mailben kérdezni, akiknek a címét egy levelező listából kerestük ki, illetlenség. Ilyen célra léteznek megfelelő fórumok, ahol bátran fel lehet tenni a kérdéseket. Viszont érdemes először végigolvasni, vagy legalább beleolvasni a már leírtakba, mert nem szeretik, ha már sokadszorra teszi fel valaki ugyanazt a kérdést. Főleg akkor, ha erre megtalálható a válasz a „Gyakran Ismételt Kérdésekben” (GYIK/FAQ).
Ha hosszú üzenetet küldünk, akkor célszerű a levél tárgyához a „long” vagy „hosszú” szót írni, hogy a címzett tudja, hogy időt kell szánnia az elolvasásra. Egy üzenet 100 sor felett számít hosszúnak. 
Szigorúan tilos csupa nagybetű használata. Ez olyan, mintha ordítás lenne, és sértő a címzettel szemben.
A hangszínt smiley-kkal (mosolygók ☺) lehet szemléltetni, viszont mértékletesen és óvatosan kell velük bánni. Attól, mert a mondat végén egy mosolygó van, a címzettnek még nem feltétlenül tűnnek humorosnak a leírtak. Hangsúlyozásra *szimbólumokat*, nyomatékosításra _aláhúzást_ lehet használni.
Speciális, esetleg a nem ASCII (American Standard Code for Information Interchange) karakterekkel vigyázni kell, hiszen egyáltalán nem biztos, hogy a címzett is dekódolni tudja majd az üzenetet. 
Válaszolásnál tömörnek kell lenni anélkül, hogy túlságosan lényegre törők lennénk. Csak annyit szabad idézni az eredeti anyagból, hogy érthető legyen a válasz. A felesleget törölni kell.
Ha mi vagyunk a címzettek, illik egy rövid választ írni a feladónak, hogy megkaptuk a levelét, ha a levél fontossága szükségessé teszi ezt. Ezt akkor is érdemes megtenni, ha részletes válaszadásra csak később kerülhet sor.
Nem illik, sőt sok helyen tilos is kéretlen információkat és hirdetéseket küldeni e-mailben.
Nem illik nagy méretű elektronikus levelet küldeni a címzett előzetes megkérdezése nélkül. Nagy méretűnek számít az 1 MB-nál nagyobb levél.
Nem illik mások e-mail-címét továbbítani harmadik személy felé. Levéltovábbítás esetén a továbbított levél fejlécének ezen részei törlendők. Ez utóbbi gyakorlat azért is fontos, mert az e-mail vírusok terjedését jelentős mértékben csökkenti.
Ez utóbbi szabály kapcsán megjegyzést igényel az a kevesek által ismert tény, hogy a többszörös címzettű levelek minden példányába kódolva ott található az összes címzett neve, akkor is, ha azokat ún. „titkos másolat” címzettjeként vittük be. Vagyis az egyszerre több címzettnek küldött e-mail gyakorlatilag a címek közzétételét jelenti a levelet megkapók között. Amennyiben a levéltovábbító szerver (MTA) vagy kliens (MUA) nem távolítja el a BCC mezőt, ennek az adatnak a megkeresése a levélben ma már nem igényel komoly ismereteket. Ha ezt a netikett említett szabályának megfelelően el kívánjuk kerülni, akkor olyan levelezőprogramot kell használnunk, amely a felsorolt – vagy címjegyzékbe foglalt – címzetteknek egyenként, önállóan küldi el a leveleket. Ennek a technikának viszont az a hátránya, hogy a levél szétküldését nem a szolgáltató végzi az egyetlen elküldött példány sokszorosításával, hanem mi küldünk el egyszerre sok e-mailt a szolgáltatón keresztül. A levélszemét ellen védő helyi vagy szolgáltatói felügyeleti programok ezt esetleg meghiúsítják, vagy vétségként regisztrálhatják.

### Azonnali üzenetküldés
Az azonnali üzenetküldés (instant messaging, IM, chat) olyan kommunikációs módszer, amely lehetővé teszi két ember interaktív párbeszédét számítógépes kapcsolaton keresztül. Nagyjából ugyanazok a szabályok vonatkoznak rá, mint az elektronikus levelezésre, néhány kiegészítéssel:
A mondanivalónak rövidnek kell lennie, ezért ajánlott egy megnyilvánulás alkalmával maximum 12 sort írni.
Mindig el kell köszönni, és időt kell hagyni, hogy a másik is meg tudja ezt tenni.
Figyelembe kell venni, hogy a másik fél egy másik környezetben tartózkodik, és lehet, hogy közben más elfoglaltsága is akad. 
A beszélgetés alatt megmutatkozik a gépelési tudás. Ha valaki lassan és sok hibával gépel, akkor nem éri meg és nem is szükséges visszamenni és kijavítani őket.
Óvatosnak kell lenni, ha egyszerre több beszélgetés is fut, mert könnyen össze lehet keverni, hogy melyik ablakban kivel és miről beszélgetünk.
A rövidítések használata széles körben elfogadott, viszont egy kezdőnek meg kell tanulnia ezeket, ha érteni akarja, a partner válaszát. Ilyenek a következők:
- mind1 vagy m1 = mindegy. nkd mert nm m1= neked mert nem mindegy
- h = hogy
- ok, k, oksa, oké, okés, oks  = rendben van
- pill = pillanat
- vki = valaki (ennek alapján vhogy, vmiért, vmerre...)
- am = amúgy
- nm = nincs mit
- vok = vagyok
- lol (laughing out loud) = hangos nevetés
- pls vagy plz (please) = légyszi
- thx / tenx / ty / 10Q (thank you) = köszönöm
- np (no problem)=semmi probléma
- jó 8 (jó eight) = jó éjt
- gn (good night) = jó éjt
- cs = csá
- fyi (for your information) = a tájékoztatásodra
- zu?, mizujs? = mi az újság?
- re = újra itt
- afk (away from keyboard) = távol a géptől
- hv = hogy vagy?
- ij = így jártál
- 4u (for you) = neked
- 3 (free) = szabad
- w8 (wait) = várj egy picit
- szvsz = szerény véleményem szerint
- STFU (Shut the f*ck up!) = fogd be a pofád!
- wtf? (What the f*ck?) = Mi a f***?
- lsr = (looser/lúzer) = vesztes, béna, pancser
- r u k? = Are you ok? = jól vagy?
- Kys (Kill yourself/kiss your sister) = öld meg magad/csókold meg a testvéred
- gtfo (Get the f*ck out) = Takarodj ki!
- m8 (mate) = Társ
- y? (why) = miért?
- gl&hf (good luck and have fun) = sok sikert és jó szórakozást
- gg = good game = jó játék, szép volt
- no cap = nem hazudok
- frnd = (friend) = barát
- mlg = Major League Gaming
- After8 (After Eight Cocktail Club)
- W? (who asked?) = Ki kérdezte?
- fy (for you) = neked
- tkp = tulajdonképpen

Ha további rövidítésekre, internetes szlengre vagy kíváncsi, olvasd el a wiki internetszleng-gyűjteményét.
Az érzelmek, hangulatok kifejezése speciális jelekkel történhet. Ezeket a hangulatjeleket a kommunikációs eszköztől függően képi jelek (emotion icon) vagy speciális karaktersorozatok formájában illeszthetjük a szövegünkbe. Egyes szoftverek ezeket a karaktersorozatokat felismerik és automatikusan ikonná alakítják (pl. Gmail).

## Egy-sokaknak kommunikáció
1. Levelezési listák és a Usenet
Ajánlott legalább egy, de inkább két hónapig olvasni az adott levelezési listát, illetve hírcsoportot, hiszen feltétlenül szükséges megismerni az adott csoport kultúráját, mielőtt postázunk valamit.
Tudni kell, hogy a postázott üzenetet széles közönség olvashatja, és archiválni is szokták. Így az hosszú időn keresztül olvasható lesz.
Az üzenetek és cikkek legyenek rövidek és célratörők. Soha ne szóljanak más gépelési hibáiról. Ne küldjünk olyan üzenetet, amiben csak gratulálunk egy másik válaszhoz.
Hirdetni pedig csak az arra hivatott csoportokban és levelezési listákban szabad.
Válaszüzenetnél az eredeti szövegből csak annyit idézzünk, hogy érthető legyen a válasz. Ha rossz helyre küldtük az üzenetünket, mindenképp kérjünk bocsánatot. Hiszen elküldött üzenetet nem lehet visszavonni.
2. Csevegés, fórumok és online közösségek
Fontos, hogy mielőtt belekezdünk a csevegésbe, először tekintsük át az oldalhoz és az adott szobához tartozó szabályokat.
Soha ne adjuk ki személyes adatainkat, nevünket. Ehhez hozzátartozik az, hogy mi se kérjünk el másoktól ilyen jellegű információkat.
Beszélgetés közben ne térjünk el a tárgytól, és ne alkalmazzunk bántó nyelvezetet.
A küldött üzenetek lehetőleg rövidek és helyesen írottak legyenek.
Mielőtt új témakört nyitunk egy fórumon, alaposan nézzünk körül, hogy létezik e már ilyen. Ha igen, akkor arra válaszoljunk; azt folytassuk.

## Egy-mindenkinek kommunikáció
Vannak olyan internetes szájtok (oldalak), ahol az egy-egynek és az egy-sokaknak kommunikáció szorosan összekapcsolódik. A publikálási és magatartási szabályok megegyeznek az interneten általánosan elfogadott normákkal. Ezek az oldalak mostanában nagyon népszerűek, hiszen mindenki kialakíthatja ezeken belül a maga kis felületét képekkel, szöveggel, esetenként videókkal együtt. Ilyenek a Facebook, a Myspace és a YouTube is.